# رعدوبرق‌گرفته (ترانه)
«رعدوبرق‌گرفته» (به انگلیسی: Thunderstruck) ترانه‌ای از گروه راک استرالیایی ای‌سی/دی‌سی و تک‌آهنگ آغازین آلبوم لبه تیغ است که در سال ۱۹۹۰ منتشر شده است.
در ژوئیه ۲۰۱۲ بر اثر حمله ویروسی به تأسیسات هسته‌ای ایران رایانه‌های آزمایشگاه در نیمه‌های شب روشن شده و این تک‌آهنگ را پخش می‌کنند.